# Erdenet
Erdenet (mong. Эрдэнэт) – drugie co do wielkości (po Ułan Bator) miasto Mongolii, stolica ajmaku orchońskiego. 
W 2010 roku liczyło 83,4 tys. mieszkańców. W 1976 miasto zamieszkiwało 17 tys. osób, a w 1984 – 40,5 tys. 
Budowę miasta rozpoczęto w 1974 roku, 1 stycznia 1976 uzyskało status miasta wydzielonego (niepodlegającego ajmakowi). Miasto założono w celu eksploatacji złóż w odkrywkowej, jednej z największych kopalń miedzi i molibdenu w Azji. Bardzo bogate rudy zawierają średnio 0,85% Cu i 0,012% Mo. Pierwsze prace przy budowie odkrywki zaczęto w 1973, wkrótce też rozpoczęto budowę wielkiego zakładu wzbogacania rud. W 1978 otwarto kopalnię i zakład wzbogacania, w którym uzyskuje się granulat 35% Cu i 38% Mo. 
Poczynając od 1975 zbudowano linię kolejową łączącą Darchan i kolej transmongolską z nowym centrum przemysłowym w Erdenet. 
Oprócz przemysłu wydobywczego w Erdenet u schyłku lat 70. XX wieku powstały także inne fabryki, m.in. fabryka materiałów budowlanych, odzieży i kombinat spożywczy, a także fabryka produkująca dywany. Zbudowano też elektrociepłownię bazującą na węglu brunatnym z leżącego koło Darchanu złoża w Szaryn gol. Praktycznie wszystkie większe inwestycje w mieście w latach 70., w tym kopalnia i zakład wzbogacania, powstały dzięki finansowaniu przez ZSRR oraz zostały zbudowane przez specjalistów z ZSRR.
Od 1994 jest stolicą nowego ajmaku. 
W Erdenet ma swą siedzibę Muzeum Ajmaku oraz założony w 1991 roku klasztor lamajski Gandan Szadurwijn chijd.

## Miasta partnerskie
- Fairbanks
- Székesfehérvár
- Ułan Ude